# Mont Solitaire (Australie)
Pour les articles homonymes, voir Mont Solitaire.
Le mont Solitaire, ou Mount Solitary en anglais, est une montagne des montagnes Bleues de l'Australie, en Nouvelle-Galles du Sud. Elle culmine à 950 mètres d'altitude quelques kilomètres au sud de Katoomba.